# Петрик Віра Іванівна
Віра Іванівна Петрик  (1 лютого 1967, с.Боневичі — 9 січня 2005, Ірак) — українська військова. Старший сержант 95-ї окремої аеромобільної бригади, санітарний інструктор. Загинула разом з сімома українськими військовослужбовцями від вибуху при виконанні миротворчої місії в Іраку.

## Біографія
Народилася у селі Боневичі. Закінчила Самбірське медичне училище й з 1994 року проходила службу в механізованій роті за контрактом на посаді стрільця-санітара.
Була бійцем 95-ї аеромобільної бригади.
З жовтня 2004 року по січень 2005 року брала участь у миротворчій місії в Іраку у складі 7 ОМБр, за свідченнями рідних, через нестачу грошей. Була санітарним інструктором 1 механізованої роти 72-го окремого механізованого батальйону.
9 січня 2005 року неподалік міста Ес-Сувейра сили іракської поліції провели операцію з викриття схованки та вилучення великої кількості боєприпасів. Для їх знешкодження було викликано окремий спеціальний саперний загін Республіки Казахстан. Для забезпечення роботи казахських саперів та надання їм необхідної допомоги на місце виїхала група українських миротворців зі складу 72-го окремого механізованого батальйону. Боєприпаси, серед яких було 35 авіаційних бомб, були перевезені на трьох машинах на спеціально визначене місце для знешкодження. Згодом пролунав потужний вибух, в результаті якого загинуло 8 українських військовослужбовців, серед них — Віра Петрик. Вибух був спланований та введений в дію стороннім електронним пристроєм.
Сім'я загиблої миротворця отримала грошову компенсацію в розмірі $105 тисяч. 23 лютого 2005 року батькам Віри урочисто вручили орден «За мужність» першого ступеня.
Поховали її у рідному селі.

### Вшанування пам'яті
10 січня 2006 року у місті Житомир було відкрито пам'ятник українським миротворцям, які загинули неподалік іракського міста Ес-Сувейра під час виконання миротворчої місії в Республіці Ірак. Серед імен на пам'ятнику значиться і Віра Петрик.

## Особисте життя
Мала двох дітей: сина і дочку.

## Нагороди
- орден «За мужність» І ступеня (12 січня 2005) — за мужність і відвагу, виявлені при виконанні миротворчих завдань у Республіці Ірак[9][10]
- інші відзнаки[11]